# Черневская улица
Че́рневская у́лица — улица в Южном Бутове Юго-Западного административного округа города Москвы.

## Происхождение названия
Улица названа по храму, который находился в усадьбе Чернево.

## Расположение
Начинается от улицы Горчакова и оканчивается тупиком, около улицы Кадырова.

## Описание
На улице не построено ни одного жилого дома. Рядом с улицей протекают Нижний и Верхний Черневские пруды. А также здесь находится самое древнее здание на территории Бутова Храм Рождества Христова, построенный в XVIII веке, а именно в 1703 году в усадьбе Чернево.

## Здания и сооружения
По нечётной стороне:
- Храм Рождества Христова (Черневская ул. с1к1)

По чётной стороне: